# Вилла-Сант-Анджело
Вилла-Сант-Анджело (итал. Villa Sant’Angelo) — коммуна в Италии, расположена в области Абруццо, подчиняется административному центру Л’Акуила.
Население составляет 432 человека (на 2005 г.), плотность населения составляет 82,13 чел./км². Занимает площадь 5,26 км². Почтовый индекс — 67020. Телефонный код — 0862.
Покровителем города почитается архангел Михаил. День города ежегодно празднуется 4 мая.